# Daniel González Benítez
Daniel González Benítez (Palma di Maiorca, 7 aprile 1987) è un calciatore spagnolo, centrocampista dell'Huétor Tájar.

## Carriera

### Club
Dopo aver giocato nel suo paese con Pontevedra ed Elche, viene notato dall'Udinese, che lo acquista nel 2009, girandolo in prestito al Granada.
Il giocatore prolunga il suo contratto con i friulani il 15 luglio 2011, firmando un quadriennale.
Il 1º luglio 2014 rescinde il suo contratto con il Granada

## Palmarès

### Club

#### Competizioni nazionali
- Segunda División B: 1

Granada: 2009-2010 (Gruppo 4)
- Coppa di Cipro: 1

AEL Limassol: 2018-2019